# ニッポンチャレンジドアスリート
『ニッポンチャレンジドアスリート』はニッポン放送にて2014年10月4日から放送しているスポーツ番組である。また、本頁は2015年10月3日から2016年3月27日まで、スピンオフ番組として放送していた『チャレンジドアスリートサタデータイム 三菱電機 車椅子バスケットボール スピリッツ』についても触れる。

## 概要
2014年10月4日、2014年度のナイターオフ番組である、『師岡正雄 サタデーショウアップスポーツ』の内包番組として放送を開始。リオデジャネイロパラリンピックや東京パラリンピック出場を目指す、パラスポーツ選手である「チャレンジド・アスリート」を毎週1人ずつ取り上げ、彼らの人物像や素顔、その競技の魅力、リオ・東京パラ五輪を目指す選手の抱負などを、ニッポン放送スポーツ部のアナウンサーが聞き手となってインタビューしている。
同番組終了後の2015年4月から平日午後のワイド番組枠にて放送している番組の内包番組として放送している。また、2018年5月1日付で、当該番組のアンバサダーとして、歌舞伎俳優である市川海老蔵が就任する事が発表された。2019年4月1日より、ナレーションが同局スポーツ部の男性アナウンサーから、同日に開始した内包先番組である『DAYS』のアシスタントである東島がそのままパーソナリティへ変更となった。
2024年9月30日より、同日より『ザ・ラジオショー』の平日版のネットを開始した南海放送でも、同番組に内包してネットされている。

## 出演者

### 現在

#### パーソナリティ
- 新行市佳（ニッポン放送アナウンサー） - 2024年9月30日 -
- 東島衣里（ニッポン放送アナウンサー） - 2019年4月1日 -

#### ナレーション
- 市川團十郎白猿（歌舞伎役者、俳優）※当該番組アンバサダー、タイトルコール、冒頭ナレーション - 2018年5月1日 -

### 過去
- ニッポン放送スポーツ部アナウンサー（週替わり[3]） - 2014年10月4日 - 2019年3月29日

### 放送時間
祝日に『ニッポン放送 ホリデースペシャル』が編成される場合は放送休止となる。

#### 現在
- 平日 15:20 - 15:25頃[4] - 2020年9月7日

#### 過去
- 土曜 18:20 - 18:35頃 - 2014年10月4日 - 2015年3月28日
- 平日 13:42 - 13:50頃[5] - 2015年3月30日 - 2020年9月4日

## スピンオフ

### 限界を超えて
ニッポン放送イヤーエンドスペシャルで、本番組の拡大版として『ニッポンチャレンジドアスリート 限界を超えて』を編成。

#### 出演者
- パーソナリティ：煙山光紀（ニッポン放送アナウンサー）、GLIM SPANKY

#### 放送時間
- 金曜：15:00 - 17:00 - 2016年12月30日

### 〜未来へ〜
ニッポン放送ホリデースペシャルで、当該番組の拡大版として『ニッポンチャレンジドアスリート〜未来へ〜』を編成。

#### 出演者
- パーソナリティ：田中ウルヴェ京（車椅子バスケットボール男子日本代表チームメンタルコーチ、元アーティスティックスイミング日本代表）、新行市佳（ニッポン放送アナウンサー）
- ゲスト：河合純一（パラリンピアンズ協会会長、元パラリンピック競泳金メダリスト）※電話出演、吉川琴美（パラ陸上・短距離）、高橋尚子（DREAM AS ONE.[6]サポーター、シドニーオリンピック金メダリスト）※事前インタビュー

#### 放送時間
- 金曜：13:00 - 15:00 - 2018年5月4日

### アナザーストーリー
新型コロナウイルスによる社会・経済的影響に伴い、プロ野球ペナントレース開幕が延期で空いた放送枠で当該番組の拡大版として『ニッポンチャレンジドアスリート アナザーストーリー』を特番として編成。

#### 出演者
- パーソナリティ：猪狩ともか（仮面女子、パラスポーツ ・バリアフリー応援大使）、
- アシスタント：新行市佳（ニッポン放送アナウンサー）
- ゲスト：増田明美（元女子マラソン選手、スポーツジャーナリスト、日本パラ陸上競技連盟会長）、川原凜（車いすバスケットボール男子日本代表、千葉ホークス）

#### 放送時間
- 月曜：20:00 - 21:20 - 2020年3月31日

### 三菱電機 車椅子バスケットボール スピリッツ

#### 概要
2015年度のナイターオフ番組から、当該番組のスピンオフとして『チャレンジドアスリートサタデータイム 三菱電機 車椅子バスケットボール スピリッツ』を土曜 17:50 - 18:00に生放送していた。
当該番組は、車いすバスケットボールをフィーチャーして、リオパラ五輪進出を目指す男女日本代表の情報、選手インタビューを、2015年にニッポン放送に入社した、新行のナビゲートで紹介し、車いすバスケットボールへの理解と啓蒙をする構成である。2016年3月末で番組終了したが、2016年度のナイターオフ編成で、後継番組として『三菱電機プレゼンツ 鈴木亮平 Going Up』を土曜日の22:00-22:30に生放送している（NRN基幹局にも時差放送により録音ネット）。
因みに、当該番組のスポンサーである、三菱電機は2020年東京オリンピック・東京パラリンピックにおいて、昇降機部門においてオフィシャルパートナー協賛しており、これを機に日本障がい者スポーツ協会及び日本車椅子バスケットボール連盟ともスポンサード契約を結んでおり、この番組への単独スポンサードにおいても、この趣旨に賛同したものである。